# آن در گرین گیبلز لوسی ماد مونتگومری
آن در گرین گیبلز لوسی ماد مونتگومری (انگلیسی: L.M. Montgomery's Anne of Green Gables) یک فیلم تلویزیونی کانادایی ساخته سال ۲۰۱۶ بر پایه رمان آن در گرین گریبل لوسی ماد مونتگومری است.